# Сіманкас (Вальядолід)
Сіманкас (ісп. Simancas) — муніципалітет в Іспанії, у складі автономної спільноти Кастилія-і-Леон, у провінції Вальядолід. Населення — 5291 особа (2010).
Муніципалітет розташований на відстані близько 160 км на північний захід від Мадрида, 10 км на південний захід від Вальядоліда.

## Демографія
Динаміка населення (INE ):

## Галерея зображень

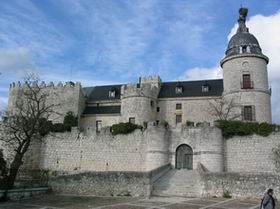
Замок у Сіманкасі
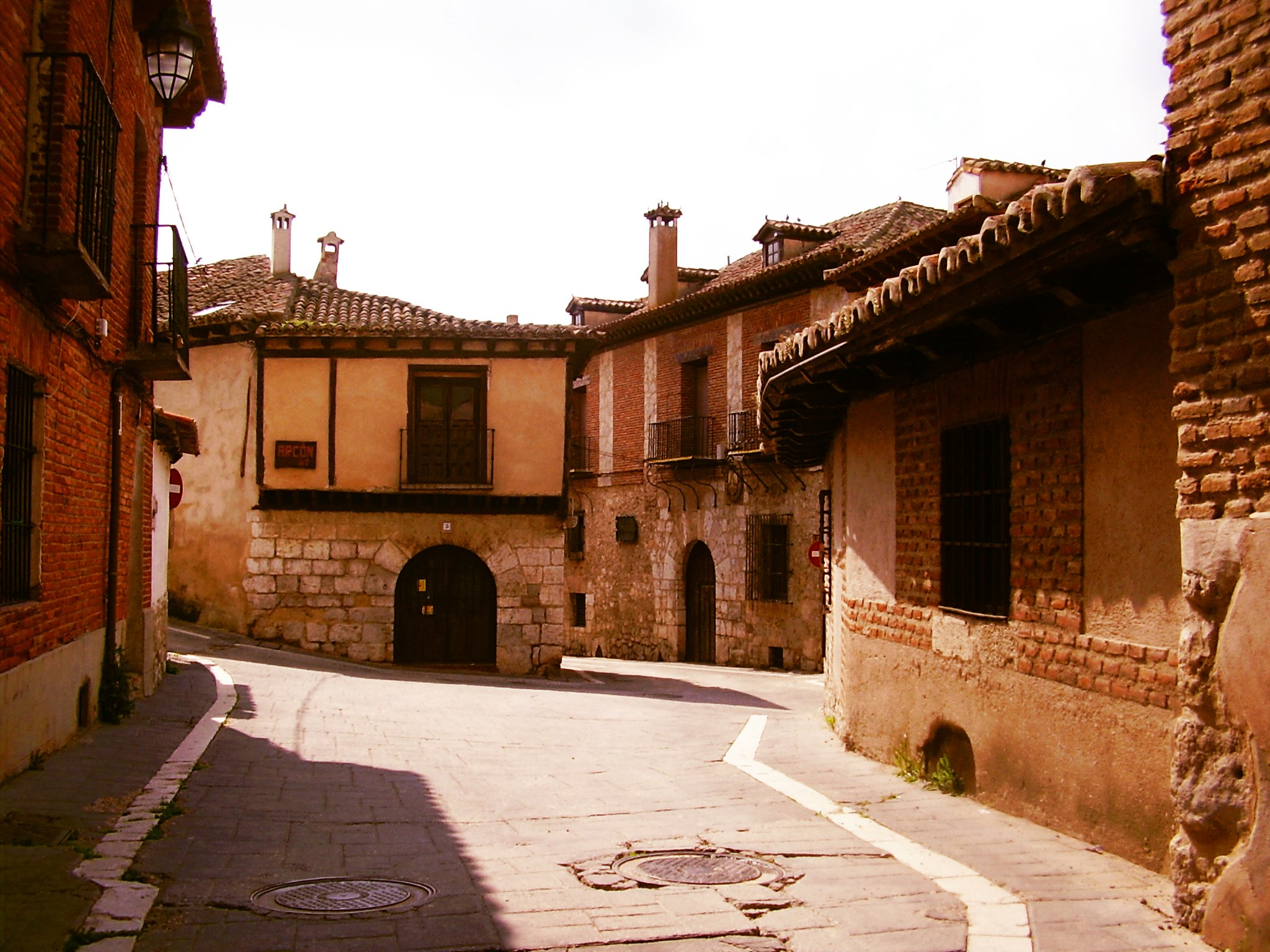
Типова вулиця Сіманкасу
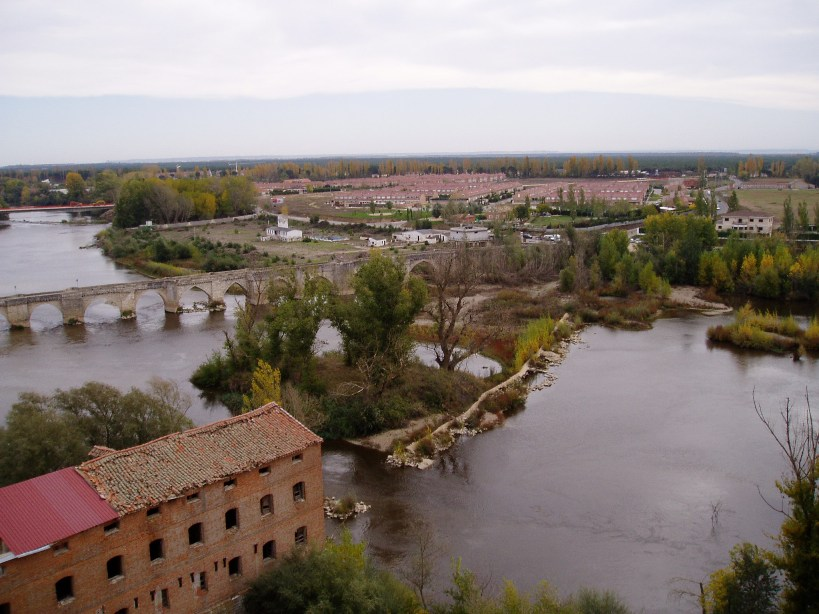
Вид на річку Пісуерга з боку Сіманкасу